# Alfredo de Angelis
Alfredo de Angelis (ur. 2 listopada 1910 w Adrogué, zm. 31 marca 1992 w Buenos Aires) – argentyński pianista i kompozytor.
Główne utwory: „El taladro”, „Pregonera”, „Pastora” (słowa José Rótulo), „Qué lento corre el tren” (słowa Carmelo Volp), „Remolino” (słowa José Rótulo), „Alelí” (słowa José Rótulo).